# سیارک ۷۷۹۰
سیارک ۷۷۹۰ (به انگلیسی: 7790 Miselli، نامگذاری:1995DK2) هفت هزار و هفتصد و نودمین سیارک کشف شده‌است که در ۲۸ فوریه ۱۹۹۵ کشف شد.
قدر مطلق سیارک برابر ۱۳٫۳۰ است.